# سیارک ۲۴۲۲
سیارک ۲۴۲۲ (به انگلیسی: 2422 Perovskaya، نامگذاری:1968HK1) دو هزار و چهارصد و بیست و دومین سیارک کشف شده‌است که در ۲۸ آوریل ۱۹۶۸ کشف شد.
قدر مطلق سیارک برابر ۱۳٫۷۰ است.